# Хара Сецуко

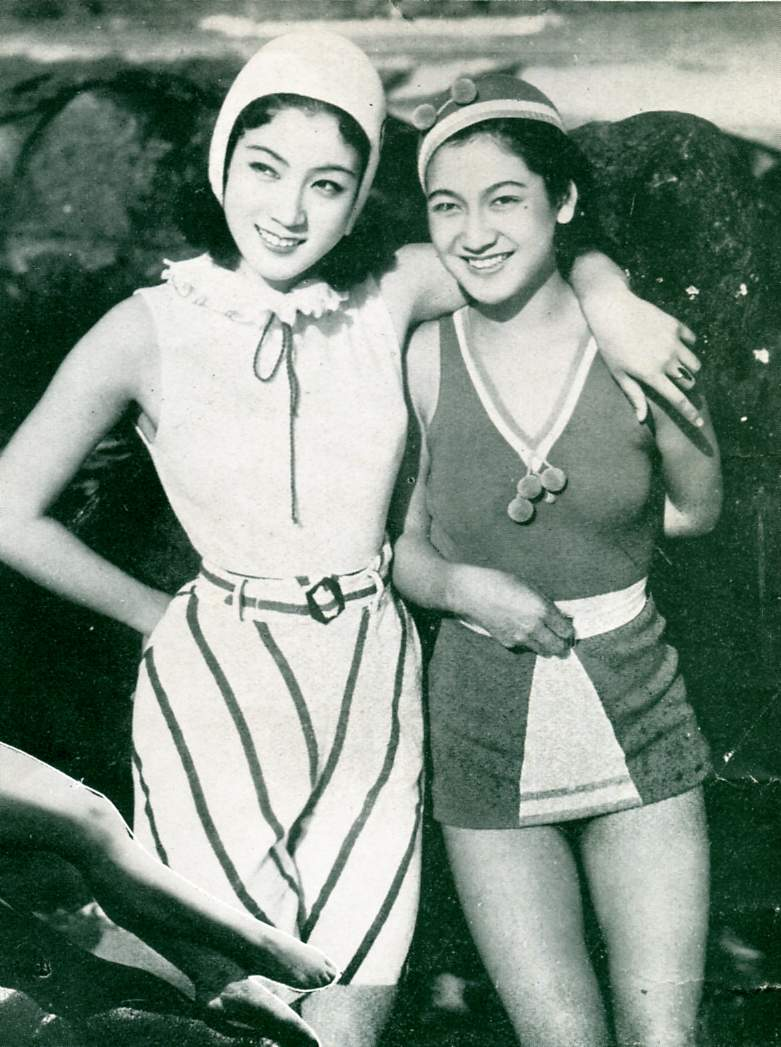
Кійо Курода (зліва) і Сецуко Хара у фільмі Atami (1936)

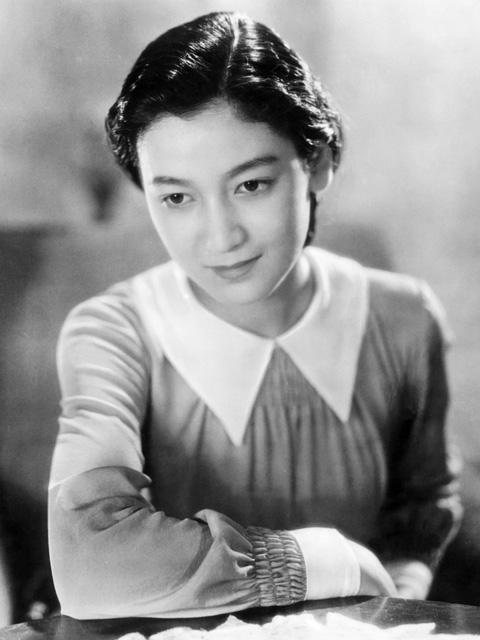
у фільмі Донька самурая (1937)

у фільмі Без скорботи про нашу юність (1946)

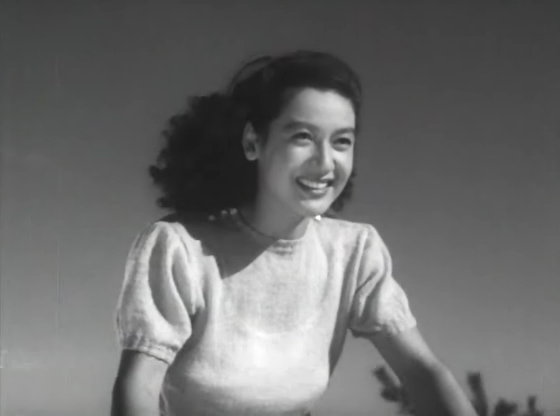
у фільмі Пізня весна (1949)

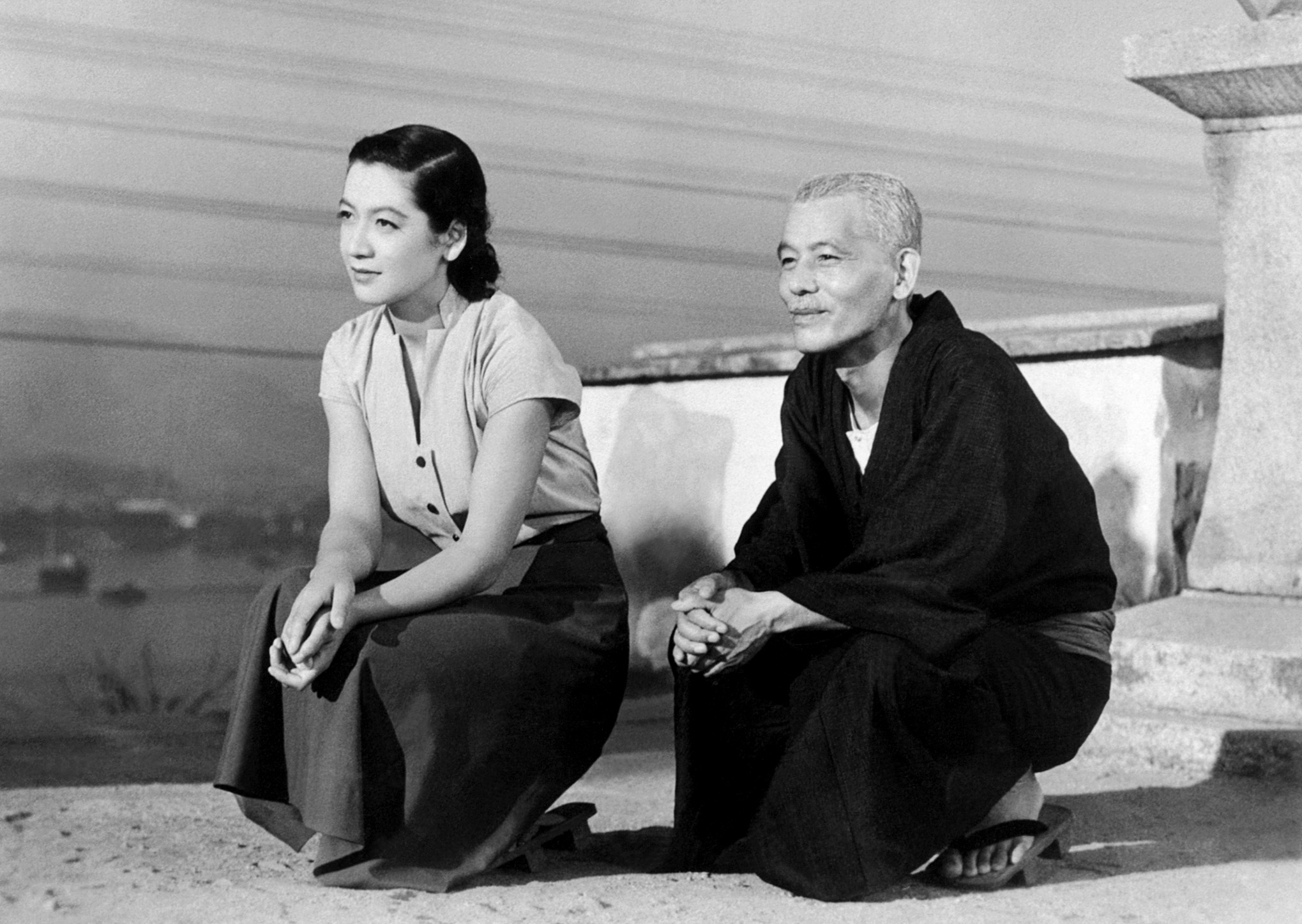
у фільмі Токійська історія (1953)

Сецуко́ Ха́ра (яп. 原 節子, Хара Сецуко, справжнє ім'я — Масае Айда (яп. 会田 昌江, Айда Масае); нар. 17 червня 1920, Йокогама, Канаґава, Японія — пом. 5 вересня 2015, префектура Канаґава, Японія) — японська акторка. Вважається однією з найпопулярніших акторок в історії японського кінематографу і символом його золотого століття, що припало на 1950-і роки. Найвідоміша головними ролями у фільмах таких режисерів, як Ясудзіро Одзу, Акіра Куросава і Мікіо Нарусе. Від її акторського дебюту у 1935 році до несподіваного виходу на пенсію у 1962-му Хара зіграла ролі у 76 кінофільмах.

## Біографія
Масае Айда народилася 17 червня 1920 року в місті Йокогама (префектура Канаґава). Навчалася у приватній старшій жіночій школі в Йокогамі, проте перервала навчання через початок акторської кар'єри. У кінематографі дебютувала в 1935 році у фільмі режисера Сатосі Тагуті «Не сумнівайся»! (яп. ためらふ勿れ若人よ). Після фільму ім'я героїні, Сецуко, закріпилося за акторкою і стало її псевдонімом. Популярність прийшла у 1937 році, коли Хару було обрано на головну роль у першому спільному японсько-німецькому фільмі «Донька самурая» (яп. 新しき土), який знімали Мансаку Ітамі і Арнольд Фанк. Фільм завоював велику популярність як в Японії, так і в Німеччині. Більше того, Хара і виконавці інших ролей у фільмі разом з режисером як почесних гостей були запрошені до Німеччини, де викликали фурор. Здійснивши навколосвітню подорож і повернувшись до Японії, Хара підписала контракт зі студією «Тохо».
У воєнні роки акторка знялася у багатьох політично ангажованих фільмів, що пропагували японський мілітаризм. З 1949 року почалася плідна співпраця Сецуко з режисером Ясудзіро Одзу, в шести фільмах якого Хара виконала ролі. Ці роботи відносяться до золотого фонду японського кінематографу і принесли акторці світову популярність.
Після зйомок фільму «47 ронінів» у 1962 році Сецуко Хара вирішила назавжди піти з кінематографу на піку своєї слави. Вийшовши на пенсію, вона мешкала в місті Камакура, колишній японській столиці, де відбувається дії більшості фільмів Одзу і де похований він сам. Хара ігнорувала численні прохання знову знятися в кіно і рідко з'являлася на публіці, не зробивши виключення навіть заради похоронів Одзу (1962). Незважаючи на повне припинення зв'язків з громадськістю, за результатами проведеного у 2000 році в Японії опитування, Сецуко Хара була визнана японською акторкою XX століття номер один.
У 2001 році режисер Сатоші Кон зняв аніме «Акторка тисячоліття» за мотивами біографії Сецуко Хари, головна героїня якого має і зовнішню подібність з акторкою.
Померла Сецуко Хара 5 вересня 2015 року від запалення легенів у віці 95 років. Про її смерть не повідомлялося в засобах масової інформації до 25 листопада 2015 року.

## Фільмографія (вибіркова)
| Рік  | Назва українською                  | Оригінальна назва                           | Роль            |
| ---- | ---------------------------------- | ------------------------------------------- | --------------- |
| 1936 | Сосюн Котіяма                      | Kôchiyama Sôshun                            | Онамі           |
| 1937 | Донька самурая                     | Atarashiki tsuchi                           | Місуко Ямато    |
| 1938 | Пасторальна симфонія               | Den'en kôkyôgaku                            | Юкіко           |
| 1943 | Загін смертників на дозорній вишці | Bôrô no kesshitai                           |                 |
| 1946 | Без скорботи про нашу юність       | わが青春に悔なし / Waga seishun ni kuinashi | Юкіе Яґіхара    |
| 1947 | Бал у будинку Андзе                | Anjô-ke no butôkai                          | Ацуко Андзе     |
| 1948 | Спокуса                            | Yuwaku                                      |                 |
| 1949 | За здоров'я юних леді              | Ojôsan kanpai                               | Ясіко Ікеда     |
| 1949 | Блакитні гори. Частина 1           | Aoi sanmyaku                                | Юкіко Шімадзауі |
| 1949 | Блакитні гори. Частина 2           | Zoku aoi sanmyaku                           |                 |
| 1949 | Пізня весна                        | 晩春 / Banshun                              | Норіко Сомія    |
| 1951 | Ідіот                              | 白痴 / Hakuchi                              | Таеко Насу      |
| 1951 | Раннє літо                         | Bakushû                                     | Норіко Мамія    |
| 1951 | Трапеза                            | Meshi                                       | Мічійо Окамото  |
| 1952 | Золоте яйце                        | Kin no tamago: Golden girl м                |                 |
| 1952 | Коханці з Токіо                    | Tôkyô no koibito                            | Юкі             |
| 1953 | Токійська повість                  | Tôkyô monogatari                            | Норіко Ніраяма  |
| 1953 | Стогін гори                        | Yama no oto                                 | Оґата Кікуко    |
| 1956 | Раптовий дощ                       | Shûu                                        | Фуміко          |
| 1956 | Розрахунок за кохання              | Aijô no kessan                              |                 |
| 1957 | Токійські сутінки                  | Tôkyô boshoku                               | Такато Нумата   |
| 1958 | Токійські канікули                 | Tôkyô no kyûjitsu                           |                 |
| 1959 | Народження Японії                  | Nippon tanjô                                | Аматерасу       |
| 1960 | Доньки, дружини, матері            | Musume tsuma haha                           | Санае Соґа      |
| 1960 | Пізня осінь                        | Akibiyori                                   | Акіко Мія       |
| 1961 | Наприкінці літа                    | 小早川家の秋 /                              |                 |
| 1961 | Осінь в сім'ї Кохаяґава            | Kohayagawa-ke no aki                        | Акіко           |
| 1962 | 47 ронінів                         | 忠臣蔵 花の巻・雪の巻 / Chûshingura         | Ріку            |
| 1966 | Вежа Слонової кістки               | Shiroi Kyotou                               |                 |

## Визнання
| Рік                       | Категорія/Нагорода | Фільм                                                          | Результат | Результат |
| ------------------------- | ------------------ | -------------------------------------------------------------- | --------- | --------- |
| Премія «Майніті»          |                    |                                                                |           |           |
| 1950                      | Найкраща акторка   | Блакитні гори. Частина 1, За здоров'я юних леді та Пізня весна | Перемога  |           |
| 1952                      | Найкраща акторка   | Їжа та Пора дозрівання пшениці                                 | Перемога  |           |
| Премія «Блакитна стрічка» |                    |                                                                |           |           |
| 1952                      | Найкраща акторка   | Їжа та Пора дозрівання пшениці                                 | Перемога  |           |